# عباس رحمي
عباس رحمي (18 فبراير 1916- أكتوبر 1969)، ممثل مصري من أسرة يهودية.

## حياته
عمل كرئيس للاسطبلات الخاصة الملكية قبل اشتغاله بالفن وهو منصب رفيع جداً في ذلك الوقت، وهذا ما فتح له المجال للتعرف على صانعي الأفلام ومنهم المخرج حسن حلمي، الذي أسند له عام 1946 دورًا في فيلمه «الخمسة جنيه»، والفنان يوسف وهبي الذي أسند له دوراً أيضاً عام 1946 في فيلم «ملاك الرحمة». بعد حركة 1952 في مصر وسقوط الملكية لم يهاجر لإسرائيل كغيره  وشارك أيضًا في التوثيق لبعض الرموز الوطنية في فيلم «مصطفى كامل» للمخرج أحمد بدرخان، وهو أول فيلم وطني يتم إنتاجه بعد 1952، كما شارك في بعض أفلام وطنية مثل «أرض الأبطال» عام 1953 للمخرج نيازي مصطفى ويدور الفيلم في أجواء حرب فلسطين 1948، وفيلم «وطني وحبي» عام 1960 للمخرج حسين صدقي وتدور أحداثه أيام وحدة مصر وسوريا، وفيلم «في بيتنا رجل» عام 1961 للمخرج هنري بركات والذي تعرض أحداثه العمليات الثورية في أربعينيات القرن 20 في مصر.  
قدم عباس رحمي 103 فيلم وانتهت مسيرته الفنية بظهوره في فيلمي «صراع المحترفين» للمخرج حسن الصيفي، و«سوق الحريم» للمخرج يوسف مرزوق  في عام 1969.
توفي في حي مصر الجديدة .

## أهم أعماله
- فيلم «غرام المليونير» عام 1957 للمخرج عاطف سالم.[13]
- فيلم «الوديعة» عام 1965 للمخرج حسن حلمي المهندس.[14]
- فيلم «سر امرأة» عام 1960 للمخرج عاطف سالم.[15]
- فيلم «مصطفى كامل» عام 1952 للمخرج أحمد بدرخان.[16]
- فيلم «شرف البنت» عام 1954 للمخرج حلمي رفلة.[17]

## وصلات خارجية
https://elcinema.com/person/1074413 عباس رحمي
https://dhliz.com/artist/abbas_rahmy/ عباس رحمي
https://www.imdb.com/name/nm4832375/?ref_=nv_sr_srsg_1 عباس رحمي
https://www.alayam.com/Article/alayam-article/401562/Index.html عباس رحمي